# Nephepeltia
Nephepeltia is een geslacht van libellen (Odonata) uit de familie van de korenbouten (Libellulidae).

## Soorten
Nephepeltia omvat 6 soorten:
- Nephepeltia aequisetis Calvert, 1909
- Nephepeltia berlai Santos, 1950
- Nephepeltia chalconota Ris, 1919
- Nephepeltia flavifrons (Karsch, 1889)
- Nephepeltia leonardina Rácenis, 1953
- Nephepeltia phryne (Perty, 1834)